# 장웨이수이

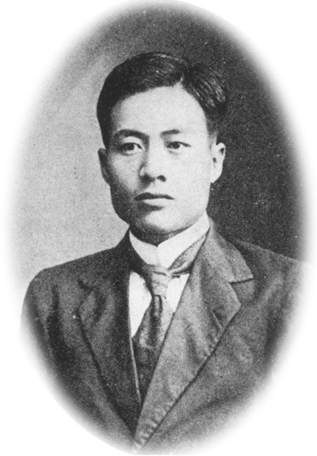
장웨이수이

장웨이수이(중국어 간체자: 蒋渭水, 정체자: 蔣渭水, 병음: Jiǎng Wèishǔi, 1890년 8월 6일 ~ 1931년 8월 5일)는 타이완 이란현 출신의 사회운동가, 정치가이다. 대만일치시기(일본 제국의 타이완 지배 시기)에 타이완 문화협회와 타이완 민중당을 창설하는 등 타이완의 비폭력 민족운동 지도자 가운데 한 명이다.

## 생애
1915년 타이완 총독부 의학교(현재의 국립대만대학 의학부)를 졸업한 이후에 타이베이시에 대안의원을 개설했다. 1920년부터 타이완 의회 설치 청원 운동에 참가했고, 1921년에는 타이완 문화협회를 설립하며 타이완의 민권운동을 제창했다. 1923년에 《치안경찰법》 위반으로 금고 4개월 판결을 받는 등 수십회에 걸쳐서 체포됐다. 1927년 타이완 문화협회가 좌우 대립으로 분열되자 장웨이수이는 타이완 민중당을 설립하고 스스로 중앙상무위원 겸 재정부장에 취임했다. 1931년 타이완 민중당은 타이완 총독부의 해산 명령을 받고 해산됐고, 장웨이수이는 이 해 40세로 숨졌다.